# صموئيل إيوينغ
صموئيل إيوينغ (بالإنجليزية: Samuel Ewing)‏ هو لاعب هوكي الحقل أمريكي، ولد في 27 يوليو 1906 في برين مار ‏ في الولايات المتحدة، وتوفي في 6 أبريل 1981.

## وصلات خارجية
- صموئيل إيوينغ على موقع أوليمبيديا (الإنجليزية)